# العلاقات البرتغالية الأيرلندية
العلاقات البرتغالية الأيرلندية هي العلاقات الثنائية التي تجمع بين البرتغال وجمهورية أيرلندا.

## مقارنة بين البلدين
هذه مقارنة عامة ومرجعية للدولتين:
| وجه المقارنة                                              | البرتغال                                                  | جمهورية أيرلندا                                       |
| --------------------------------------------------------- | --------------------------------------------------------- | ----------------------------------------------------- |
| المساحة (كم2)                                             | 92.21 ألف                                                 | 70.27 ألف                                             |
| عدد السكان (نسمة)                                         | 10.60 مليون                                               | 4.76 مليون                                            |
| الكثافة السكانية (ن./كم²)                                 | 114.95                                                    | 67.74                                                 |
| العاصمة                                                   | لشبونة                                                    | دبلن                                                  |
| اللغة الرسمية                                             | اللغة البرتغالية، اللغة الميراندية                        | اللغة الأيرلندية، لغة إنجليزية، الإنجليزية الأيرلندية |
| العملة                                                    | يورو، اسكودو برتغالي                                      | جنيه أيرلندي، يورو، عملات اليورو الأيرلندية           |
| الناتج المحلي الإجمالي (بليون دولار)                      | 217.57 مليار                                              | 333.73 مليار                                          |
| الناتج المحلي الإجمالي (تعادل القوة الشرائية) بليون دولار | 307.82 مليار                                              | 318.16 مليار                                          |
| الناتج المحلي الإجمالي الاسمي للفرد دولار أمريكي          | 19.22 ألف                                                 | 61.13 ألف                                             |
| الناتج المحلي الإجمالي للفرد دولار أمريكي                 | 28.76 ألف                                                 |                                                       |
| مؤشر التنمية البشرية                                      | 0.830                                                     | 0.916                                                 |
| رمز المكالمات الدولي                                      | +351                                                      | +353                                                  |
| رمز الإنترنت                                              | .pt                                                       | .ie                                                   |
| المنطقة الزمنية                                           | توقيت غرب أوروبا، توقيت غرب أوروبا الصيفي، أوروبا/لشبونة ‏ | 00، ت ع م+01:00، أوروبا/دبلن ‏                         |

## مدن متوأمة
في ما يلي قائمة باتفاقيات التوأمة بين مدن برتغالية وأيرلندية:
- ترتبط Sesimbra [الإنجليزية]‏ مع بوندوران باتفاقية توأمة.

## منظمات دولية مشتركة
يشترك البلدان في عضوية مجموعة من المنظمات الدولية، منها:
| علم المنظمة | اسم المنظمة                               | تاريخ انضمام البرتغال | تاريخ انضمام جمهورية أيرلندا |
| ----------- | ----------------------------------------- | --------------------- | ---------------------------- |
|             | وكالة الفضاء الأوروبية                    | ?                     | ?                            |
|             | بنك التنمية الآسيوي                       | 2002                  | 2006                         |
|             | الاتحاد الأوروبي                          | 1986                  | 1973                         |
|             | وكالة ضمان الاستثمار متعدد الأطراف        | 6 يونيو 1988          | 27 أكتوبر 1989               |
|             | منظمة التعاون الاقتصادي والتنمية          | 4 أغسطس 1961          | ?                            |
|             | الأمم المتحدة                             | 14 ديسمبر 1955        | 14 ديسمبر 1955               |
|             | الوكالة الدولية للطاقة                    | ?                     | ?                            |
|             | الفريق المعني برصد الأرض                  | ?                     | ?                            |
|             | منظمة حظر الأسلحة الكيميائية              | ?                     | ?                            |
|             | منظمة التجارة العالمية                    | ?                     | ?                            |
|             | منظمة الشرطة الجنائية الدولية             | ?                     | ?                            |
|             | منظمة الأمن والتعاون في أوروبا            | 25 يونيو 1973         | 25 يونيو 1973                |
|             | مؤسسة التنمية الدولية                     | 29 ديسمبر 1992        | 22 ديسمبر 1960               |
|             | نظام تحكم تكنولوجيا القذائف               | 1992                  | 1992                         |
|             | يونسكو                                    | 11 مارس 1965          | 3 أكتوبر 1961                |
|             | مجلس أوروبا                               | ?                     | ?                            |
|             | الاتحاد البريدي العالمي                   | ?                     | ?                            |
|             | البنك الدولي للإنشاء والتعمير             | 29 مارس 1961          | 8 أغسطس 1957                 |
|             | المنظمة الهيدروغرافية الدولية             | ?                     | ?                            |
|             | الاتحاد الدولي للاتصالات                  | 1866                  | 8 ديسمبر 1923                |
|             | مؤسسة التمويل الدولية                     | 8 يوليو 1966          | 11 سبتمبر 1958               |
|             | المنظمة الأوروبية لسلامة الملاحة الجوية   | 1986                  | 1965                         |
|             | المركز الدولي لتسوية المنازعات الاستشارية | 1 أغسطس 1984          | 7 مايو 1981                  |
|             | مجموعة أستراليا                           | 1985                  | 1985                         |
|             | مجموعة الموردين النوويين                  | ?                     | ?                            |

## وصلات خارجية
- موقع وزارة الخارجية البرتغالية
- موقع وزارة الخارجية الأيرلندية